# Magyar zergevirág
A magyar zergevirág (Doronicum hungaricum) a kétszikűek (Magnoliopsida) osztályába a fészkesvirágzatúak (Asterales vagy Compositae) rendjébe és az őszirózsafélék (Asteraceae) családjába tartozó faj.
Az Év vadvirága 2019-ben.

## Megjelenése, felépítése
Magassága 25-55 centiméter. A szár nyúlánk, ritkásan pelyhes és mirigyszőrös, 1-3 fészkű, többlevelű.
Gyöktörzse gumósan megvastagodott, dudoros, a gumó mogyoró méretű, de nem hajt tarackot. A szárlevelek alul lassan nyélbe keskenyednek, keskeny tojásdadok vagy lándzsásak, a szélük ép.
A magányos virág a szár végén nyílik. A fészek 3-8 centiméter átmérőjű, élénk zöldessárga.

## Életmódja, élőhelye
Karsztbokorerdők, száraz tölgyesek és pusztafüves lejtők, sziki tölgyesek jellemző faja. A Börzsönyben, valamint a Mátrában megtalálható növényfaj.
Áprilistól júniusig virágzik. Tőlevelei a virágzás után hajtanak ki.

## Felhasználása
Kertekbe ültetik.